# Kambanes
Kambanes ist eine Halbinsel im Osten Islands. Sie liegt an der Spitze jener größeren Halbinsel, welche die Bucht Breiðdalsvík und den Fjord Stöðvarfjörður voneinander trennt. Durch die dazwischenliegende, 600 Meter breite Landenge verläuft die Ringstraße . Bis zum November 2017 nannte sich die Straße Suðurfjarðavegur  genannt. Kambanes liegt in der Gemeinde Fjarðabyggð in der Region Austurland.
Unmittelbar südlich des Kambahnúta, des mit 81 Metern Höhe einzigen Berges, liegt das Gehöft Heyklif. Ein weiteres mit Namen Kambar nahe der Südküste wurde 1944 aufgelassen, Ruinen sind aber noch vorhanden. An der südöstlichen Landspitze steht der im Jahre 1922 errichtete Leuchtturm Kambanesviti.